# Пуфемид
Пуфемид (Puphemidum). 3-(п-Изопропоксифенил)сукцинимид

## Общая информация
Так же как этосуксимид, является производным имида янтарной кислоты. По структуре отличается от этосуксимида тем, что вместо метила и этила при атоме азота в положении 3 содержит пара-замещенный фенильный радикал.
Подобно другим препаратам этой группы (сукцинимидам) обладает противосудорожной активностью. Применяют при эпилепсии типа petit mal, а также при височной эпилепсии.
Принимают внутрь до еды. Доза для взрослых — начиная с 0,25 г 3 раза в день; при недостаточном эффекте дозу повышают до 1,5 г в день. Детям в возрасте до 7 лет назначают по 0,125 г, старше 7 лет — по 0,25 г 3 раза в день.
Пуфемид можно применять в комплексе с другими противоэпилептическими препаратами.
Возможные побочные явления — тошнота, бессонница. При тошноте рекомендуется принимать препарат через 1—1,5 ч после еды, при нарушении сна — не позже чем за 3—4 ч до сна.

## Противопоказания
Препарат противопоказан при острых заболеваниях печени и почек, болезнях кроветворной системы, при гиперкинезах, выраженном атеросклерозе.

## Физические свойства
Белый со слегка желтоватым оттенком порошок. Практически нерастворим в воде. Растворим в спирте.

## Форма выпуска
Форма выпуска: таблетки по 0,25 г в упаковке по 50 штук.